# Kaufhaus Dobkowitz

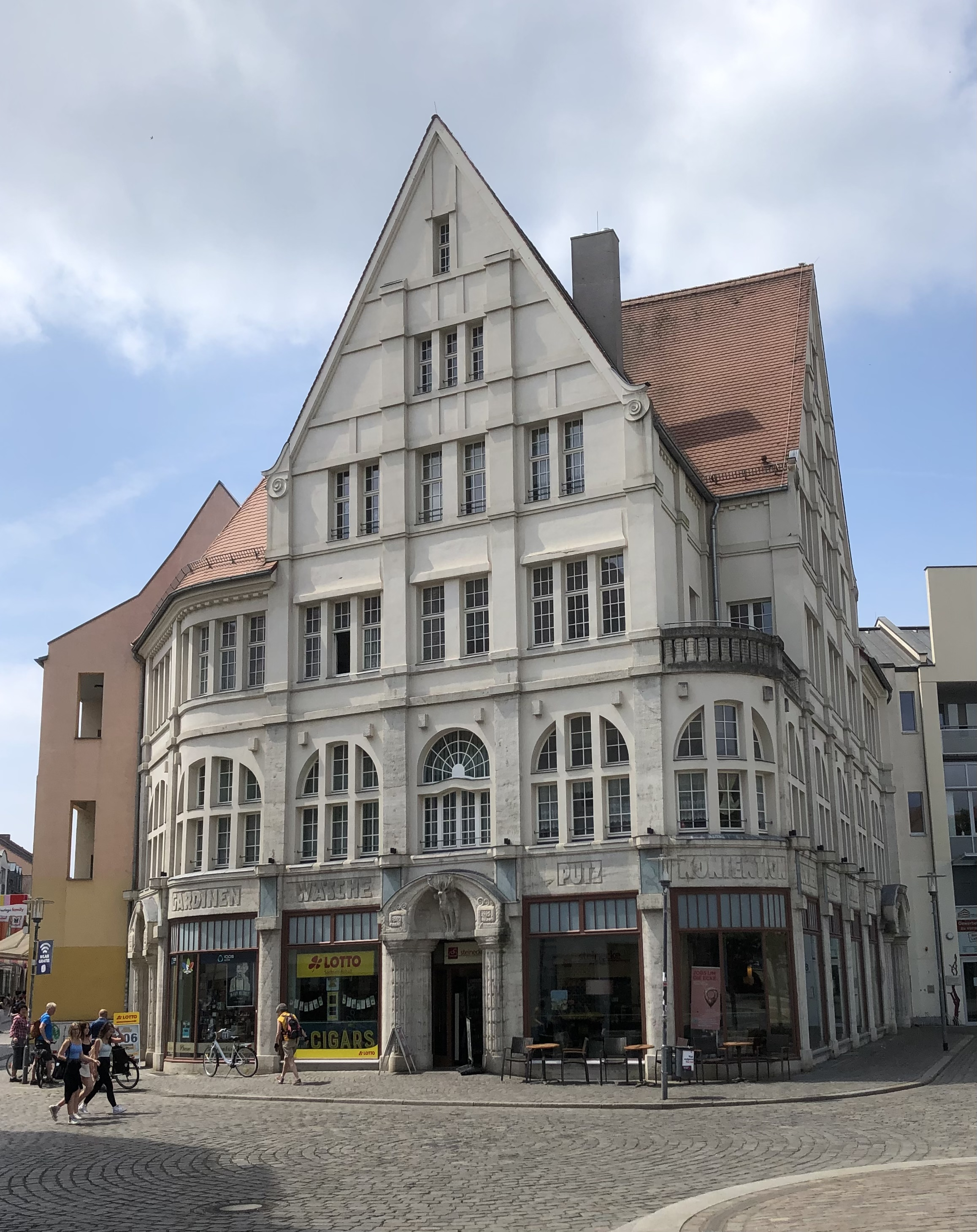
Kaufhaus Dobkowitz im Jahr 2022

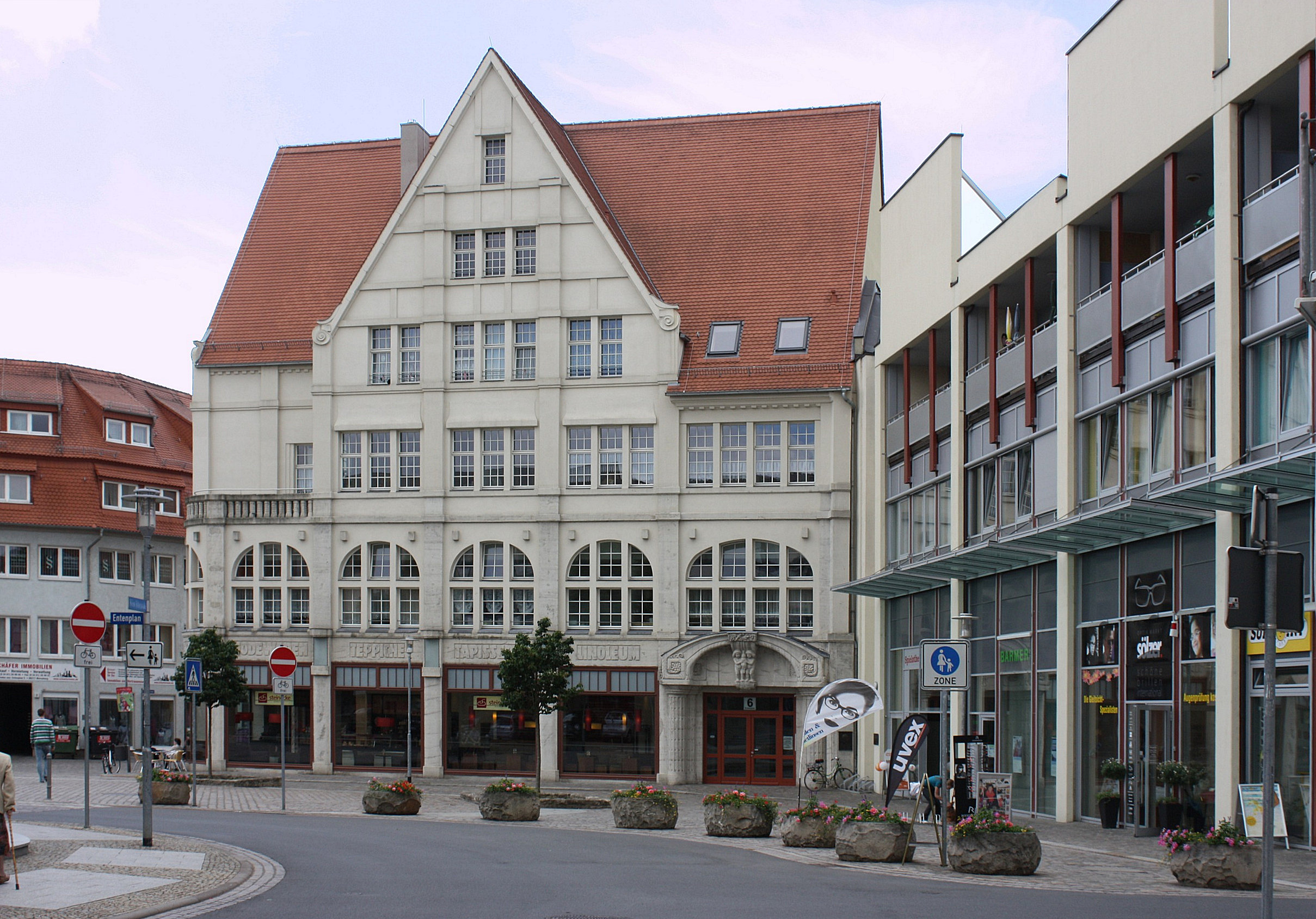
Blick von Norden, 2011

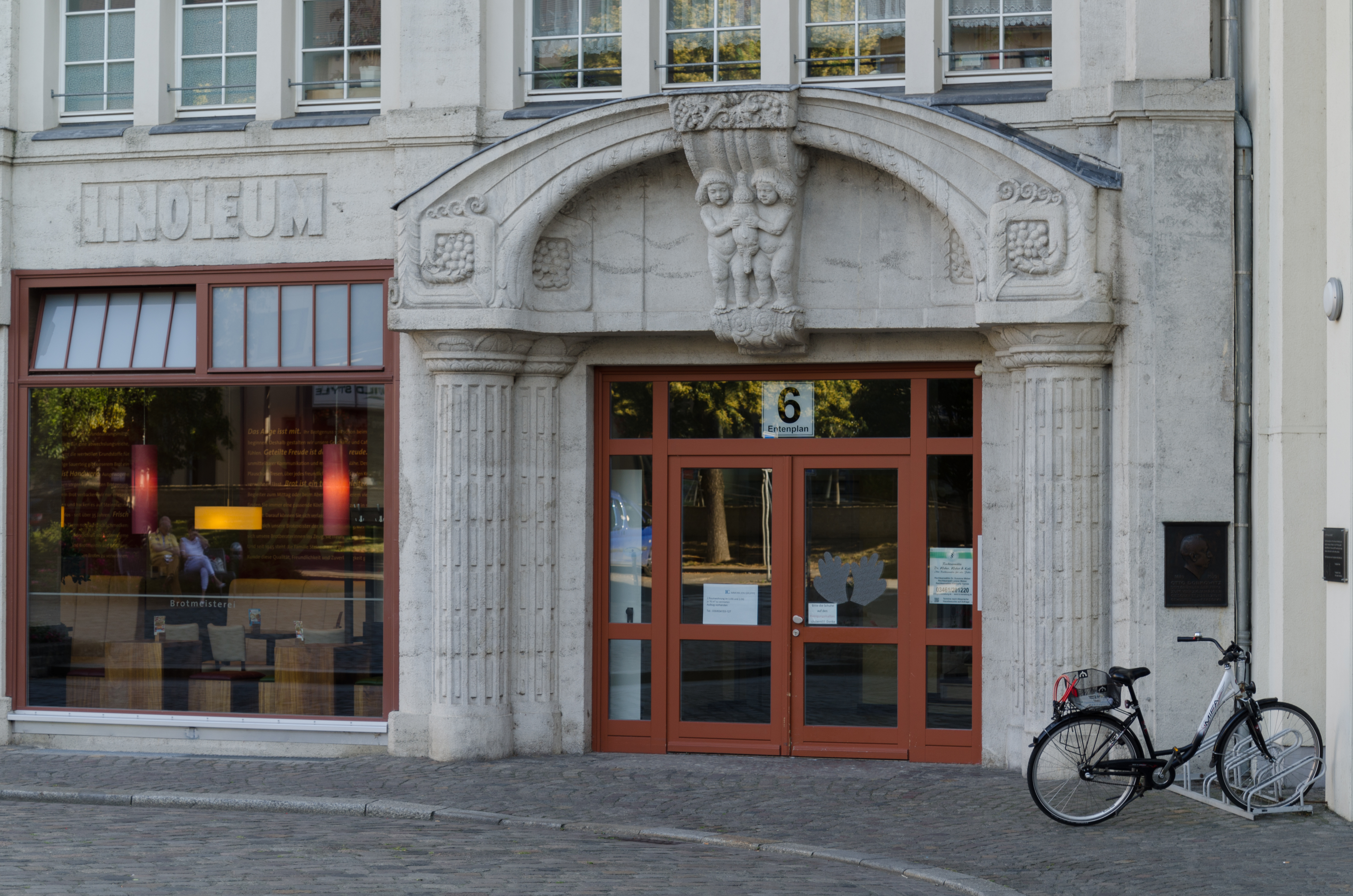
Nördlicher Eingang, 2015

Das Kaufhaus Dobkowitz ist ein denkmalgeschütztes Kaufhaus in der Stadt Merseburg in Sachsen-Anhalt.

## Lage
Das Kaufhaus befindet sich in der Merseburger Innenstadt in einer markanten Ecklage am östlichen Ende des Platzes Entenplan an der Adresse Entenplan 8. Unmittelbar südlich des Gebäudes mündet die Gotthardstraße in den Platz ein.

## Architektur und Geschichte
Der dreigeschossige Bau entstand in den Jahren 1911/1912 in Formen des Jugendstils nach einem Entwurf des Architekten Bruno Föhre. Bauherr war der Kaufmann Otto Dobkowitz, der bereits einige Geschäfte in der Region Merseburg betrieb. Es handelte sich um eines der ersten in Stahlbetonbauweise errichteten Gebäude im Kreis. Die Fassade ist aufwändig gestaltet und weist neben Jugendstilelementen auch historisierende Formen auf. Die Portale sind üppig mit ornamentalem und figürlichem Schmuck verziert. Oberhalb der im Erdgeschoss befindlichen Schaufenster befinden sich große in Form von Reliefen gearbeitete Schriftzüge (Gardinen, Wäsche, Putz, Konfektion, Modewaren, Teppiche, Tapisserie, Linoleum), die auf ursprüngliche textil ausgerichtete Warenangebote hinweisen. Das Kaufhaus verfügte über einen Fahrstuhl.
Im Zweiten Weltkrieg wurde das Gebäude schwer beschädigt. Die bauzeitlich vorhandenen steilen Giebel und eine reich gegliederte Dachlandschaft gingen dabei verloren. Das Haus wurde als dreigeschossiger Bau mit Flachdach wieder hergerichtet. Otto Dobkowitz verstarb im Jahr 1947. Fünf Jahre später eröffnete das Kaufhaus wieder und wurde nun als Konsum-Kaufhaus betrieben, wobei im Volksmund der Name Dobkowitz weiter verwendet wurde. Im Jahr 1992 schloss das Kaufhaus. Das Gebäude stand dann leer und war sanierungsbedürftig. Ab 2001 erfolgte durch den Großbäckereibetreiber Erich Steinecke eine Sanierung des Hauses. Dabei wurden auch die Giebel und die Dachstruktur wieder hergestellt. Die Wiedereröffnung fand im Jahr 2003 statt.
Im örtlichen Denkmalverzeichnis ist das Kaufhaus unter der Erfassungsnummer 094 20161 als Baudenkmal verzeichnet.